# Стражевский, Всеволод Ильич
Всеволод Ильич Стражевский (пол. Wsiewołod Strażewski; 21 августа 1897, Вержболово — 25 августа 1973 года) — советский и польский военный деятель, генерал-лейтенант вооружённых сил СССР и генерал дивизии Народного войска польского (ПНР).

## Биография
Родился 21 августа 1897 года в Вержболово (ныне Вирбалис, Литовская Республика). Отец — Илья (Элиаш) Стражевский, таможенный служащий. Мать — Луиза Гетвальд, дочь шведского адмирала. В 1914 году семья была эвакуирована в глубь России, в 1917 году Всеволод окончил учительскую семинарию в Сураже и устроился работать учителем. В 1920 году окончил Высшие педагогические курсы в Москве. Кандидат в члены РКП(б) с 1918 года, член РКП(б) с 1921 года.
С 1 сентября 1923 года Стражевский служил в РККА, начинал с должности командира роты 66-го стрелкового полка 29-й стрелковой дивизии. Позже занимал должность политического инструктора, в 1927—1928 годах — комиссар 86-го стрелкового полка. Продолжал службу в Штабе РККА. Комендант Дома РККА в Смоленске, с 1930 года служил в Ростове-на-Дону. С 1932 года инструктор пропаганды в техническо-боевом отделе Штаба командования Военно-воздушных сил РККА, с 1933 года помощник начальника организационно-мобилизационного отдела Штаба РККА. В 1935—1938 годах — слушатель курсов Военной академии имени М. В. Фрунзе в Москве.
В июне 1938 года Стражевский был арестован в разгар сталинских репрессий в командовании РККА, позже уволен и переведён в запас. В декабре 1940 года восстановлен в РККА в звании, преподаватель тактики на Высших курсах повышения квалификации начальников штаба. В 1941—1944 годах воевал на следующих фронтах Великой Отечественной войны: Сталинградском, 2-м Украинском и 1-м Белорусском. Занимал должность начальника штаба 299-й стрелковой дивизии в Сталинградской битве, позже был начальником штаба 33-го гвардейского стрелкового корпуса в звании полковника.
В марте 1944 года Стражевский был отправлен в звании подполковника в Польские вооружённые силы в СССР, заняв должность начальника штаба Войска Польского по вопросам мобилизации, а затем и начальника штаба 1-й армии Войска Польского. 2 ноября 1944 года произведён в генерал-майоры Красной Армии, 3 ноября решением Государственного народного совета в генералы бригады. С марта 1945 года первый заместитель министра национальной обороны Польши. 9 августа 1945 года решением Государственного совета ПНР произведён в генералы дивизии.
Позже Стражевский занимал должности начальника разных военных округов Польши: 3-го Познанского (1946—1948), 1-го Варшавского (1948—1949) и 4-го Силезского (1949—1956). В 1952—1956 годах — депутат Сейма ПНР I созыва. Председатель Познанского управления Государственной комиссии безопасности. Учился в 1954—1955 годах в Военной академии Генерального штаба ВС СССР имени К. Е. Ворошилова. Во время событий в Познани в июне 1956 года участвовал в совещаниях штаба генерала Станислава Поплавского, в том числе совещаниях от 20 и 28 июня 1956 года, когда было принято решение применить тяжёлую технику для разгона демонстраций. 28 ноября 1956 года вернулся в СССР, в марте 1957 года отправлен на пенсию.
Стражевский не раз приезжал в Польшу на лечение. В 1972 году последний раз посетил Польшу, где и остался до конца жизни. Интересовался театром, коллекционировал картины, играл на скрипке и фортепиано, рисовал, много читал.
Супруга — Ольга Бова-Боссе, уроженка Двинска, француженка по происхождению.
Всеволод Ильич Стражевский скончался 25 августа 1973 года в Варшаве после продолжительной болезни. Похоронен на Аллее заслуженных на кладбище Старые Повонзки вместе с дочерью (могила B-2-TUJE-21); его супруга похоронена на том же кладбище (B6-3).

## Награды
Польша
- Золотой крест ордена Virtuti Militari (дважды)
  - 11 мая 1945 года — решением Президиума Государственного народного совета ПНР за героические усилия и деяния, совершённые в борьбе с немецкими захватчиками[8][9]
  - 1970 год
- Орден «Знамя Труда» I степени (1954 год)
- Орден Возрождения Польши
  - Командорский крест (1945 год)
  - Командорский крест со звездой (1956 год)
- Орден «Крест Грюнвальда»
  - II степени (1946 год)[10]
  - III степени (1945 год)
- Золотой крест Заслуги (1946 год)
- Серебряная медаль «Заслуженным на Поле Славы» (1944 год)
- Медаль «За Варшаву 1939—1945»[11]
- Медаль «Победы и Свободы»
- Медаль 10-летия Народной Польши
- Медаль «Вооруженные силы на службе Родине»
  - Серебряная медаль (1954 год)
  - Бронзовая медаль
- Медаль «За участие в боях за Берлин» (1966 год)
- Серебряная медаль «За заслуги при защите страны» (1968 год)
- Медаль «Братство по оружию» (1965 год)

 СССР
- Орден Ленина (20.06.1949)[12]
- Орден Красного Знамени (14.02.1943[13], 03.11.1944[14][12], 30.04.1954[12])
- Орден Кутузова I степени (06.04.1945)[15][16]
- Орден Отечественной войны I степени (23.10.1943)[17]

медали в том числе:
- «За оборону Сталинграда» (1953)
- «За победу над Германией в Великой Отечественной войне 1941—1945 гг.»
- «За взятие Берлина»
- «За освобождение Варшавы»

Других стран
- Орден Партизанской звезды (Югославия) I степени
- Чехословацкий Военный крест

### На русском
- Бакланов Г. В. Ветер военных лет. — М.: Воениздат, 1977.

### На польском
- H. P. Kosk. Generalicja polska. — Pruszków: Oficyna Wydawnicza «Ajaks», 2001. — Т. 2.
- Kazimierz Konieczny, Henryk Wiewióra. Karol Świerczewski Walter. Zbiory Muzeum Wojska Polskiego w Warszawie. — Warszawa: Wydawnictwo „Nasza Księgarnia”, 1971.
- Janusz Królikowski. Generałowie i admirałowie Wojska Polskiego 1943-1990. — Toruń, 2010. — Т. III: M-S.
- Jarosław Maciejewski, Czesław Miłosz, Zofia Trojanowicz. Poznański Czerwiec 1956. — Poznań: Wydawnictwo Poznańskie, 1981. — ISBN 83-210-0319-2.
- Bohdan Urbankowski[пол.]. Czerwona msza czyli uśmiech Stalina. — Warszawa, 1998. — Т. t. I.
- Mała Encyklopedia Wojskowa. — Warszawa: Wydawnictwo MON, 1971.
- Warszawski Okręg Wojskowy. Historia i współczesność. — Warszawa: Bellona, 1997.